# Механический завод «К. Зигель»
Механический завод «К. Зигель» — памятник архитектуры. Расположен в Санкт-Петербурге, современный адрес дома — улица Марата, 63, улица Достоевского, 40-44.
До конца XIX века участок был занят пустырями и огородами.
Завод был основан в 1877 году Куртом Зигелем, который поручил строительство И. С. Китнеру. На участке совмещены жилые и производственные здания, и архитектор использовал стиль эклектики, подчеркнув стилистическим решением различные функции зданий.
Особняк владельца, он же заводоуправление, стоит со стороны улицы Марата, в нём два этажа, здание асимметрично, декорировано в стиле французского ренессанса — у окон различный рисунок, башенка здания увенчана шатром, на фасаде выделяется трёхгранный эркер, присутствует металлический декор.
Производственные здания выходят фасадами на улицу Достоевского, оформлены в кирпичном стиле. В трёхэтажном здании располагались мастерские, контора и магазин. Фасад украшен шипцами с арочками, в которых размещены выполненные в технике граффито изображения инструментов, монограммы Зигеля и растительный орнамент. На втором и третьем этажах мотив щипцов повторяется. У входа на низких каменных плитах стоят парные скульптуры медведей, обнимающих дубовые стволы с шарами-светильниками на вершинах. Автор скульптур — А. Л. Обер, они были предположительно отлиты на заводе Сан-Галли и установлены у входа в здание в 1880-х годах.
Строительство было завершено к 1889 году. Ещё одну постройку осуществил в 1902 году Р. А. Берзен.
С 16 ноября 1918 года завод был национализирован, с мая 1921 года получил название Монтажный завод № 57, с октября 1922 года — Петроградский государственный механический завод «Гидравлика», через год переименован в Петроградский завод «Машиностроитель», с 1924 года вновь Механический завод «Гидравлика». С 1933 года производство получило название Завод «Гидравлика» по монтажу тепло-санитарных установок, с 1934 года — Завод санитарно-технического оборудования «Гидравлика». С октября 1938 года — Механический завод треста «Техника безопасности» Народного Комиссариата машиностроения СССР, с 1940 года — Завод электорогазовых приборов (ЗЭГП), с июля 1942 года — № 850 (п/я 944). С 1946 года — Завод электрических часов.
В 1980 года опытный завод электронных приборов времени «Хронотрон» вошёл в состав Ленинградского производственного объединения «Петродворцовый часовой завод».
В 1980-х годах часть комплекса была реконструирована. Здания используются в качестве офисов. В 2010 году на здании был незаконно надстроен остеклённый этаж, позднее пристройку узаконили.

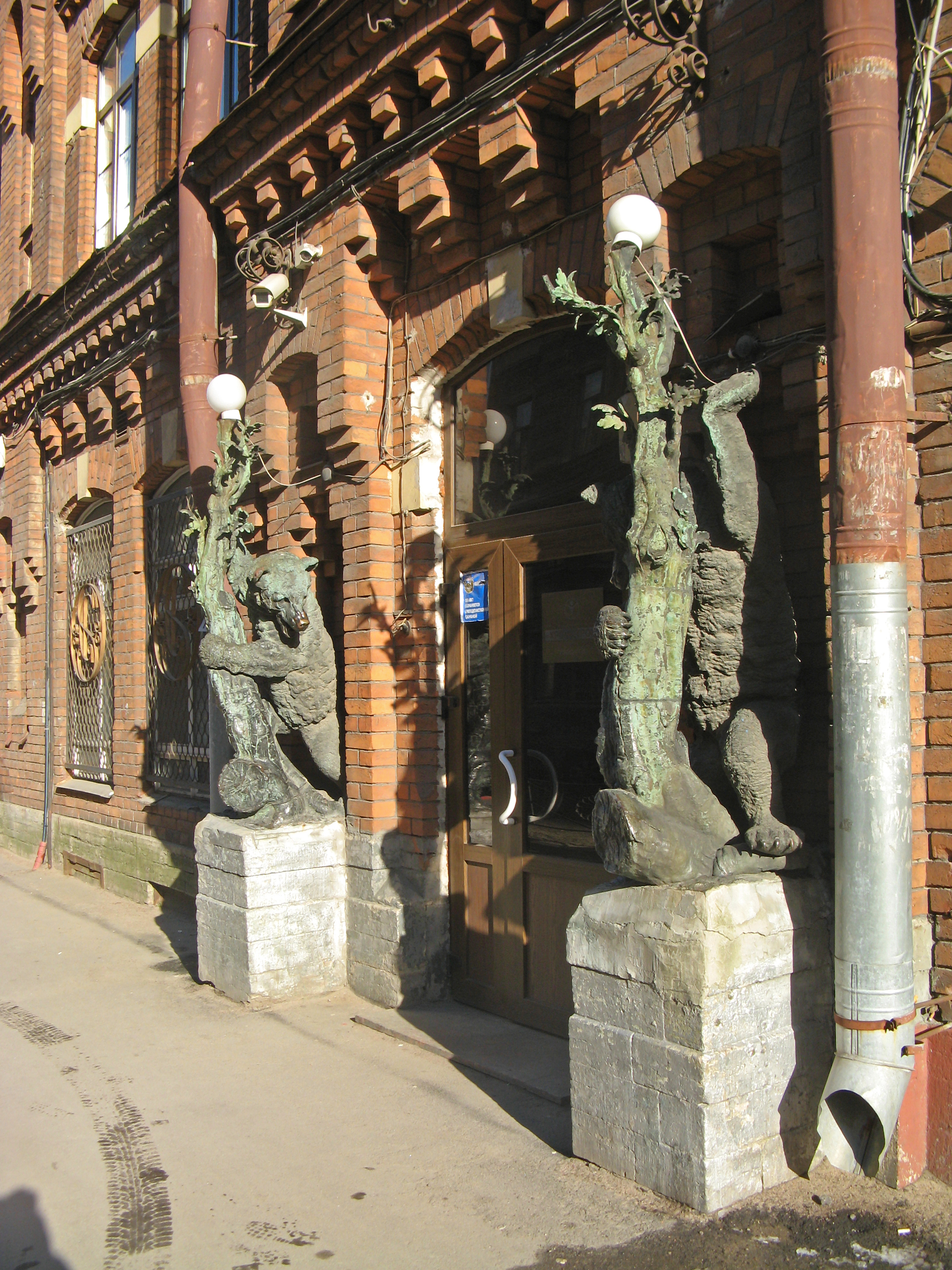
Медведи у входа в здание завода
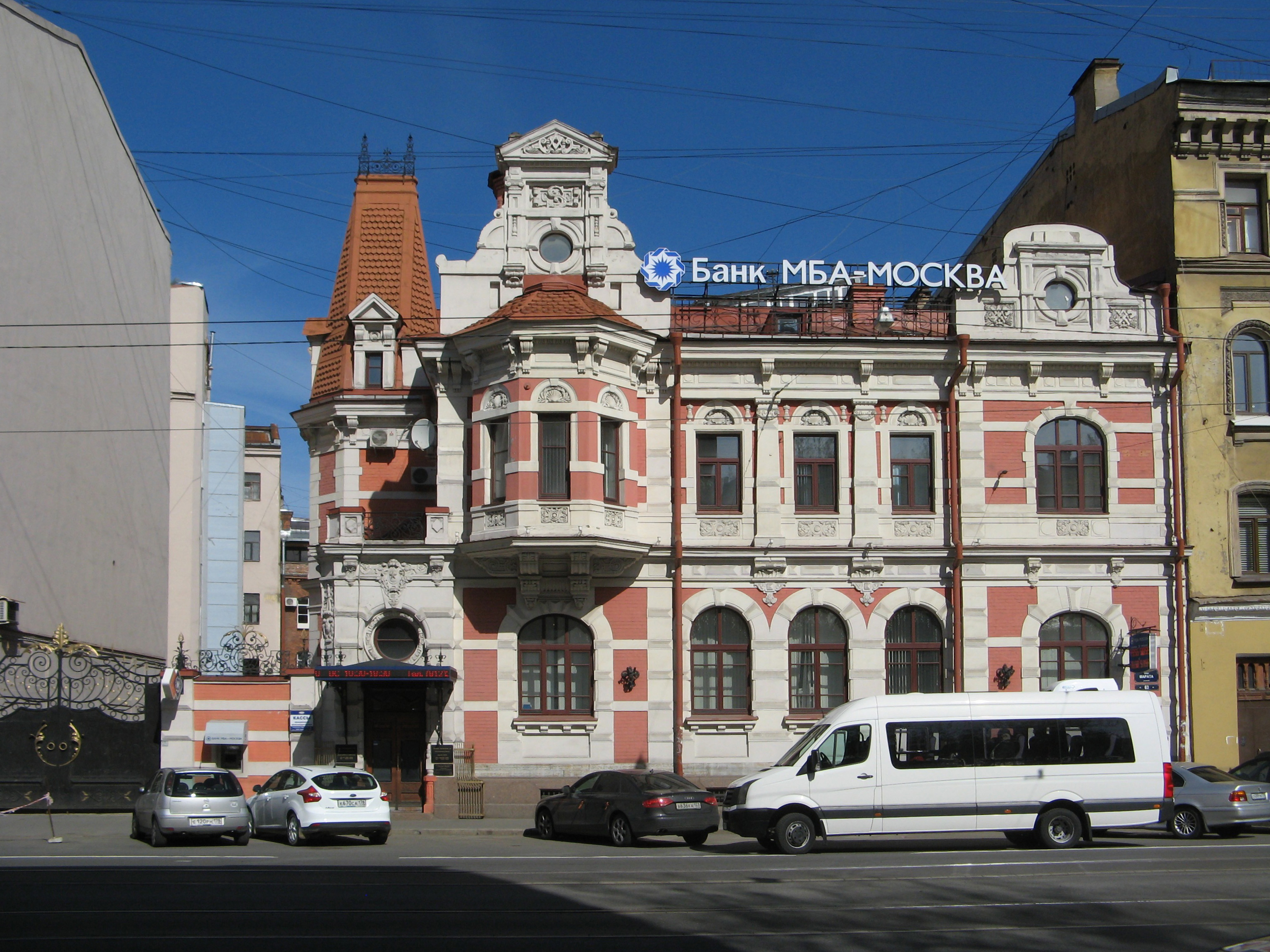
Заводоуправление
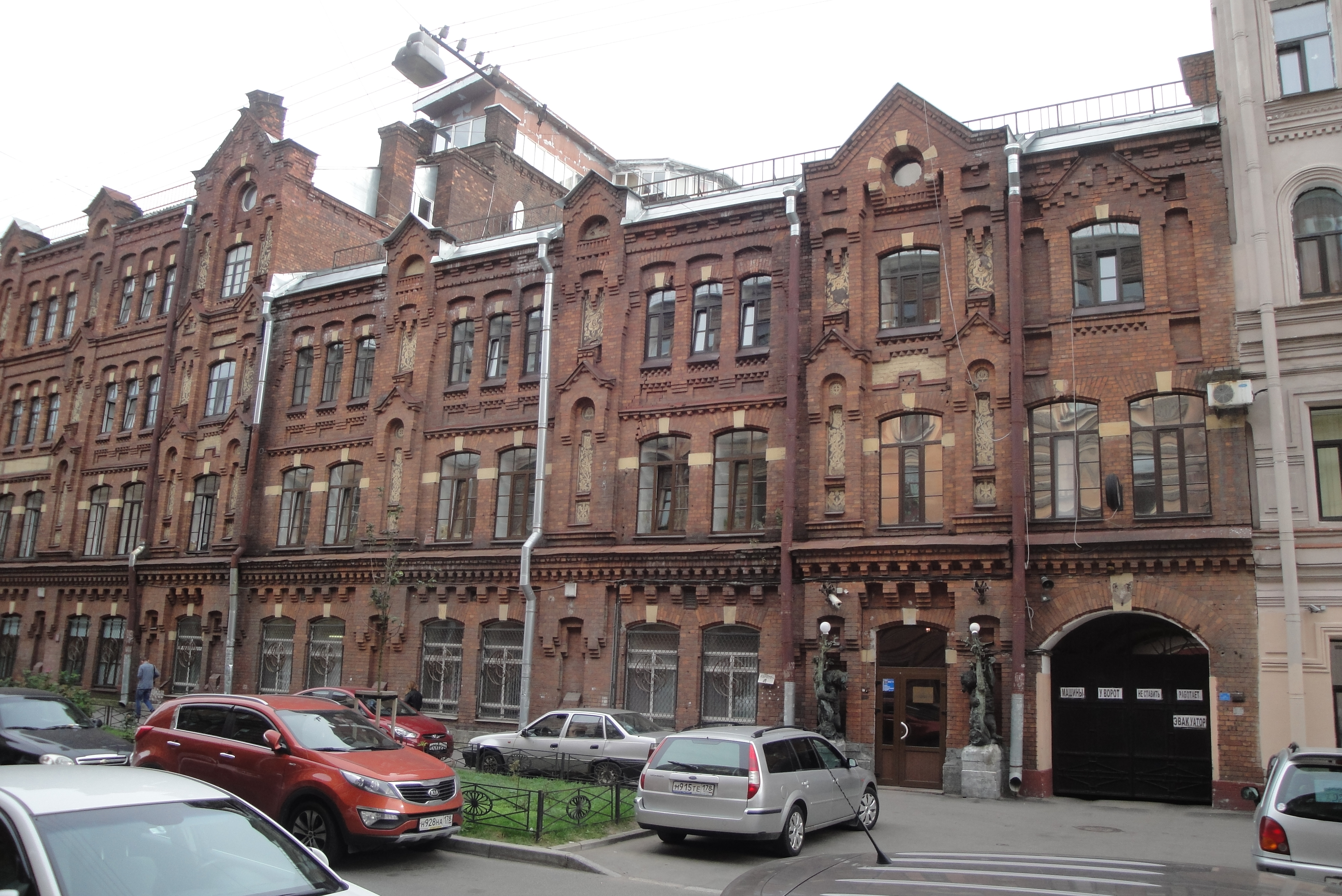
Здание завода
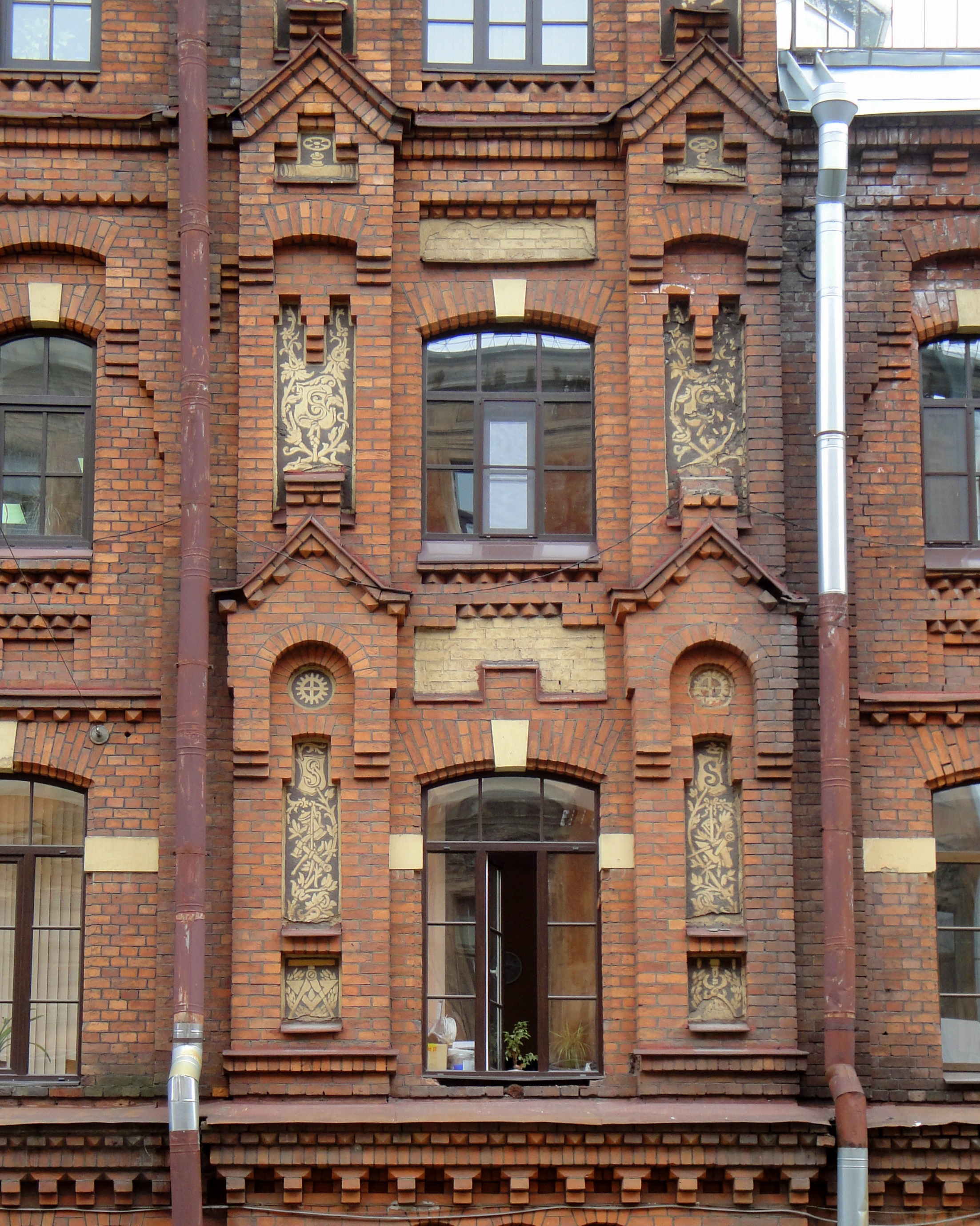
Украшения в технике граффито
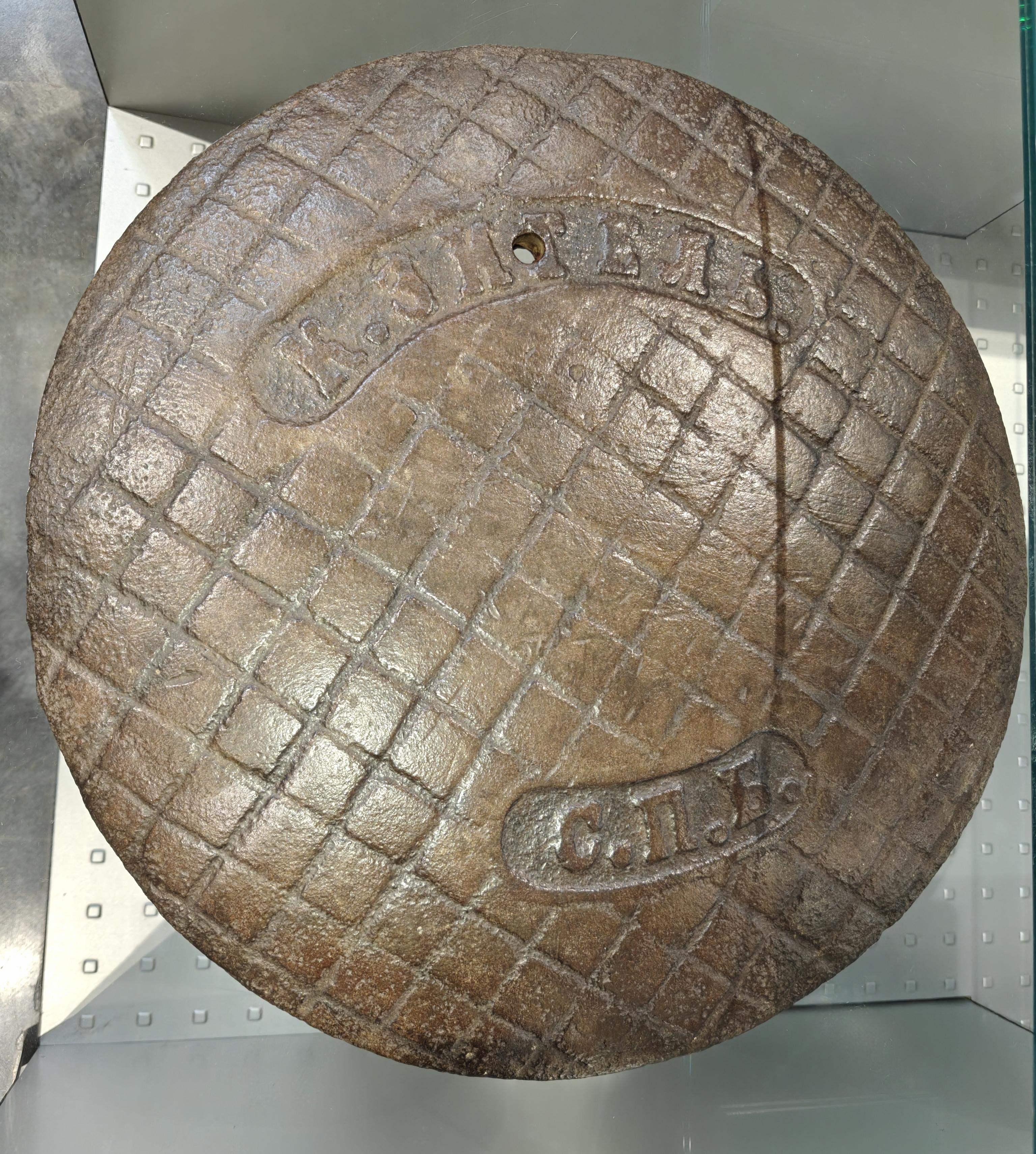
Люк, произведённый на заводе